# 朗萊克 (紐約州)
朗萊克（英語：Long Lake）是一個位於美國紐約州漢密爾頓縣的鎮。

## 人口
根據2020年美國人口普查的數據，朗萊克的面積為1165.07平方千米，當中陸地面積為1054.21平方千米，而水域面積為110.86平方千米。當地共有人口791人，而人口密度為每平方千米1人。